# 庫拉索旗幟
古拉索旗幟底色為藍色，在下部有一條黃色條紋，左上方有兩顆白色五角星。黃色條紋上下的藍色分別代表藍色的天空和海洋，分割兩部分藍色的黃色條紋代表明亮的陽光沐浴著古拉索島。兩顆五角星代表古拉索島和小古拉索島，也代表「愛和快樂」。五角星的五個角分別代表古拉索島上人們來自的五大洲。
旗面上的水平條紋比例由上至下依次為5:1:2。兩顆星的直徑分別是旗幟高度的1/6和2/9。小星中心至旗幟左邊緣和上邊緣的距離都是旗幟的寬的1/6，大星中心至旗幟左邊緣和上邊緣的距離都是旗幟的寬的1/3。藍色為彩通280，黃色為彩通102。

## 近似旗幟

古拉索政府旗
古拉索旗幟（1982-1984）
諾魯國旗
阿魯巴旗幟